# Веома опасна романса
Веома опасна романса (енгл. Out of Sight) је амерички криминалистички филм из 1998. режисера Стивена Содерберга. 

## Радња
Џек Фоли (Џорџ Клуни) је пљачкаш банке. Једном на Флориди, након што подигне новац, не може да упали ауто на паркингу и бива ухапшен.
Касније у затвору, Џек почиње да тражи прилику да изађе на слободу. Организују му бекство, али савезна маршалка Карен Сиско (Џенифер Лопез) постаје посматрач. Да би је спречили да подигне аларм, гурају је у пртљажник аутомобила заједно са Џеком. Након разговора од срца до срца, Џек и Карен почињу да осећају симпатије једно према другом. Али Сиско не заборавља да је њена професионална дужност да врати Џека назад у затвор. Она прати Фолијеве трагове док он, заједно са својим помоћником Бадијем (Винг Рејмс) и њиховим непоузданим саучесником Гленом (Стивен Зан), креће ка Детроиту. Њихова мета је богато северно предграђе, дом бизнисмена Риплија (Алберт Брукс), који је неколико година раније причао својим пријатељима о залихама дијаманата у његовој кући.
Фоли и његова компанија нису једини који знају за кеш. Шеф криминала Морис Милер (Дон Чидл) седео је са Џеком и чуо како планира рацију на Риплијеву кућу: ослобођен, Милер такође одлази у Детроит са својом екипом. Карен сустиже Фолија у Детроиту и ту ствари почињу да се компликују.

## Улоге
| Глумац        | Улога        |
| ------------- | ------------ |
| Џенифер Лопез | Карен Сиско  |
| Џорџ Клуни    | Џек Фоли     |
| Дон Чидл      | Морис Милер  |
| Вајола Дејвис | Мозел        |
| Винг Рејмс    | Бади         |
| Мајкл Китон   | Реј          |
| Стив Зан      | Глен Мајклс  |
| Алберт Брукс  | Ричард Рипли |
| Денис Фарина  | Маршал Сиско |